# بروس استریلی
بروس استریلی (انگلیسی: Bruce Straley) کارگردان بازی، هنرمند و طراح آمریکایی است. وی پیشتر برای شرکت توسعه‌دهنده بازی‌های ویدئویی ناتی داگ کار می‌کرد که برای کارهایش بر روی بازی‌های آخرین بازمانده از ما و آنچارتد ۴: عاقبت یک دزد به شهرت رسید. وی در فلوریدا بزرگ شد.